# Beukenfeetiran
De beukenfeetiran (Empidonax virescens) is een zangvogel uit de familie Tyrannidae (tirannen).

## Verspreiding en leefgebied
Deze soort komt voor in de oostelijke en zuidoostelijke Verenigde Staten en overwintert van Nicaragua tot Ecuador en Venezuela.

## Status
De grootte van de populatie is in 2019 geschat op 5,2 miljoen volwassen vogels. Op de Rode lijst van de IUCN heeft deze soort de status niet bedreigd.